# Pissila
Pissila est une commune rurale et le chef-lieu du département de Pissila dans la province du Sanmatenga de la région Centre-Nord au Burkina Faso.

## Géographie
Pissila est traversé par la route nationale 3.

## Éducation et santé
Pissila accueille un centre de santé et de promotion sociale (CSPS) tandis que le centre hospitalier régional (CHR) se trouve à Kaya.
Pissila possède deux écoles primaires publiques (école A au bourg et dans le quartier de Nabasnogo), une école primaire catholique Saint-Jean-Baptiste, un collège municipal et le lycée départemental.